# Định An (thị trấn)
Định An là một thị trấn thuộc huyện Trà Cú, tỉnh Trà Vinh, Việt Nam.

## Địa lý
Thị trấn Định An nằm ở phía nam của huyện Trà Cú, có vị trí địa lý:
- Phía đông giáp xã Đại An
- Phía tây giáp xã Định An
- Phía nam giáp huyện Duyên Hải
- Phía bắc giáp xã Đại An và xã Định An.

Thị trấn Định An có diện tích 4,04 km², dân số năm 2019 là 4.139 người, mật độ dân số đạt 1.025 người/km².

## Hành chính
Thị trấn Định An được chia thành 4 khóm: 1, 3, 5, 7.

## Lịch sử
Ngày 1 tháng 8 năm 2008, Chính phủ Việt Nam ban hành Nghị định số 86/2008/NĐ-CP về việc thành lập thị trấn Định An trên cơ sở điều chỉnh 403,86 ha diện tích tự nhiên và 5.444 nhân khẩu của xã Định An.
Ngày 15 tháng 10 năm 2019, Hội đồng Nhân dân tỉnh Trà Vinh ban hành Nghị quyết 157/NQ-HĐND về việc:
- Sáp nhập khóm 2 vào khóm 1
- Sáp nhập khóm 4 vào khóm 3
- Sáp nhập khóm 6 vào khóm 7.